# Sapromyza

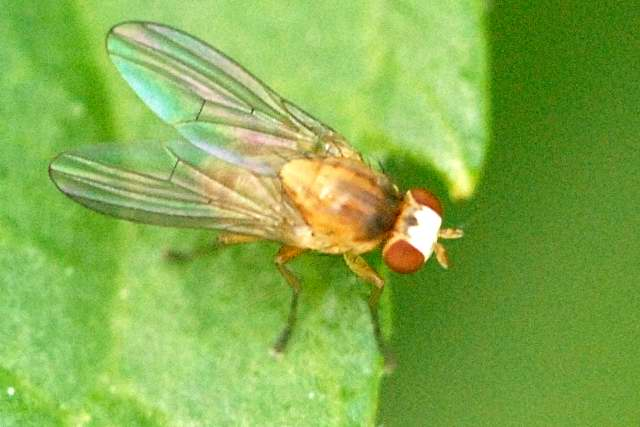
Sapromyza albiceps

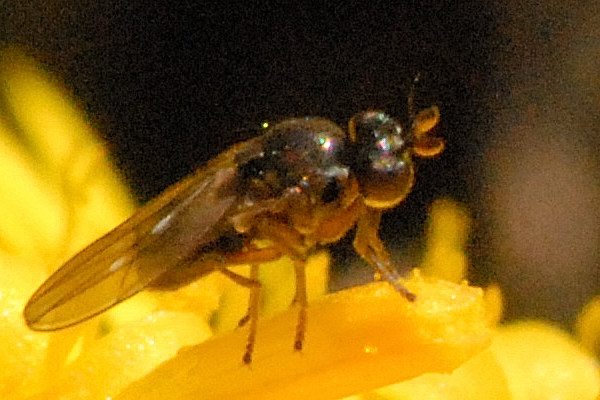
Sapromyza basalis

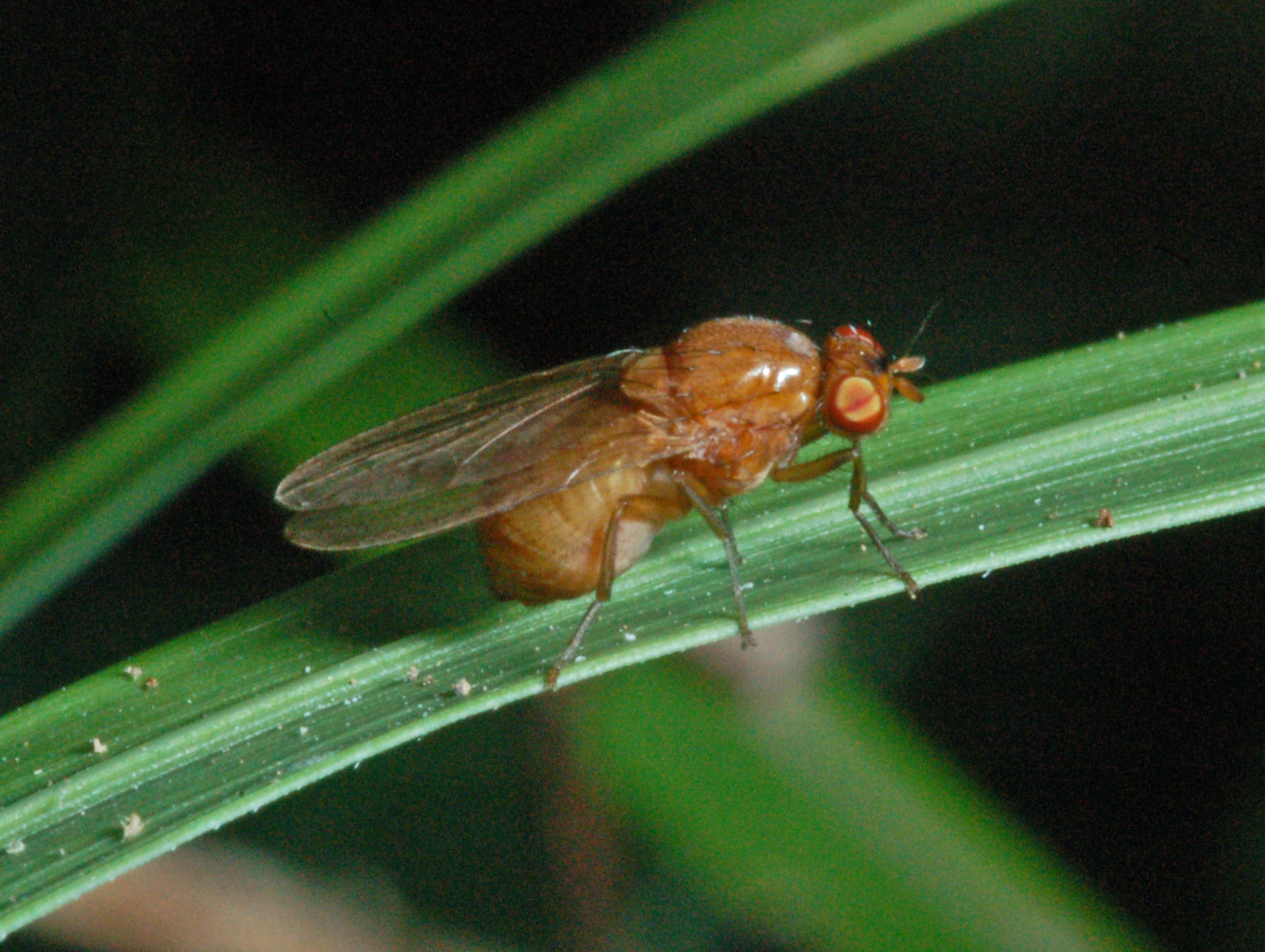
Sapromyza halidayi

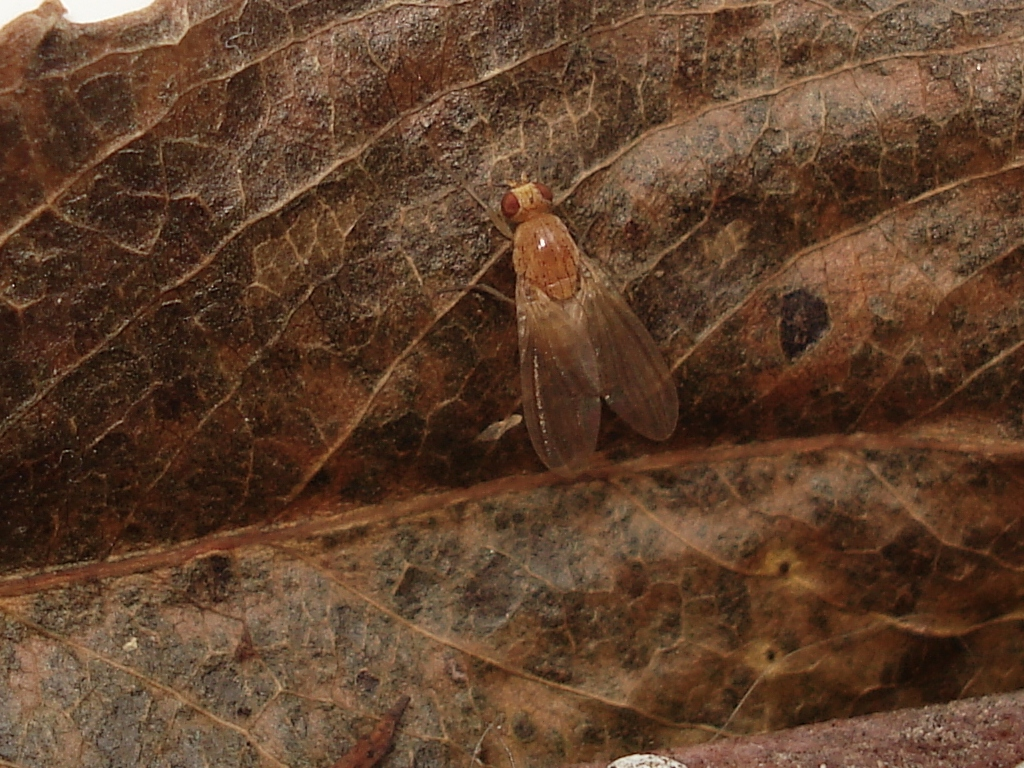
Sapromyza laevatrispina

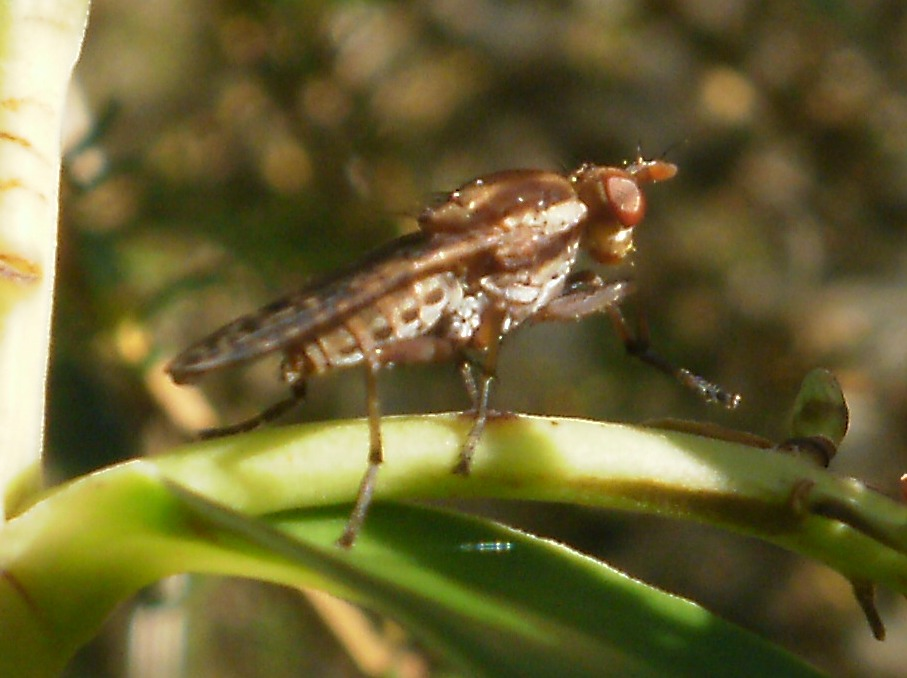
Sapromyza neozelandica

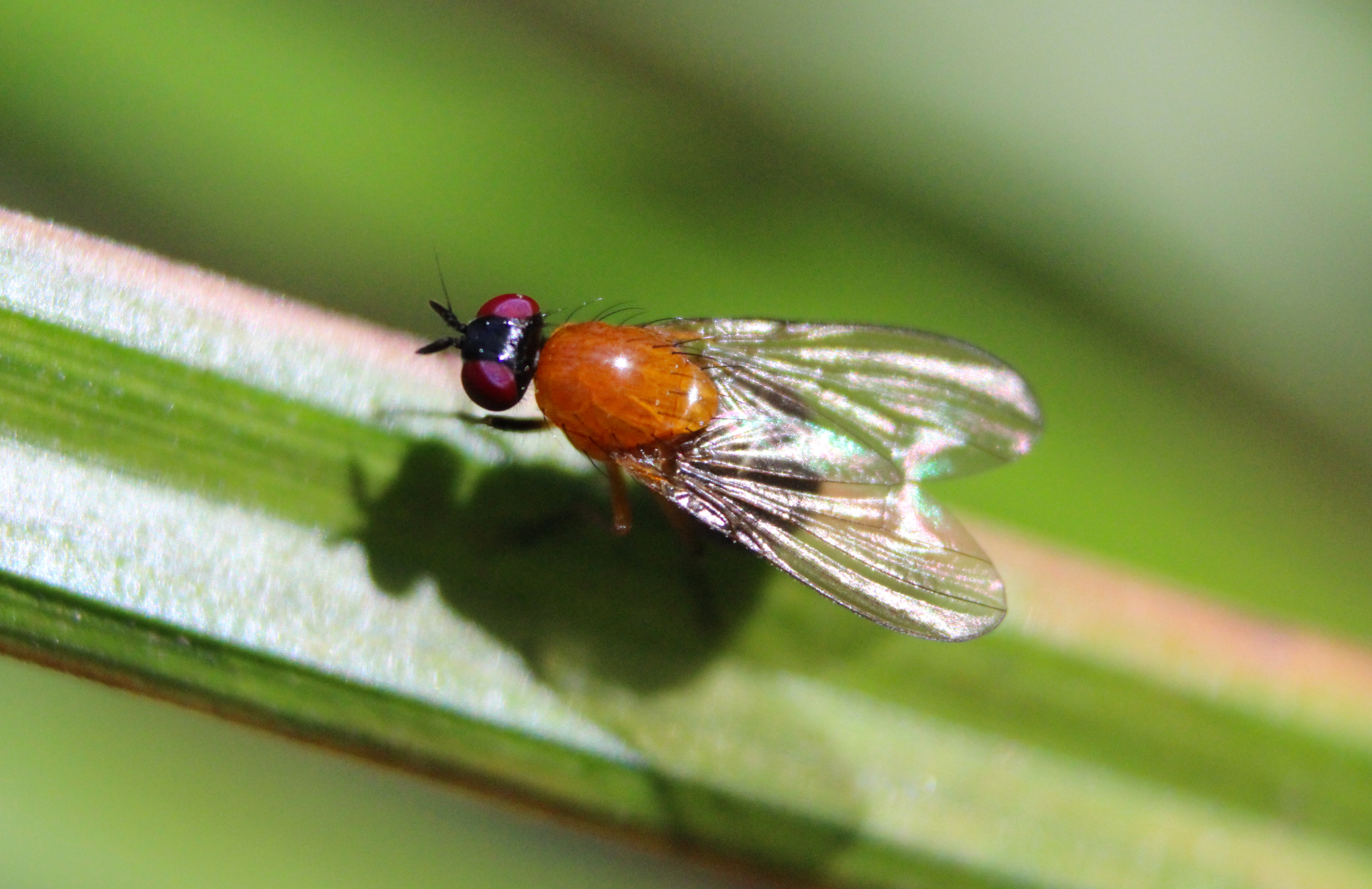
Sapromyza sciomyzina

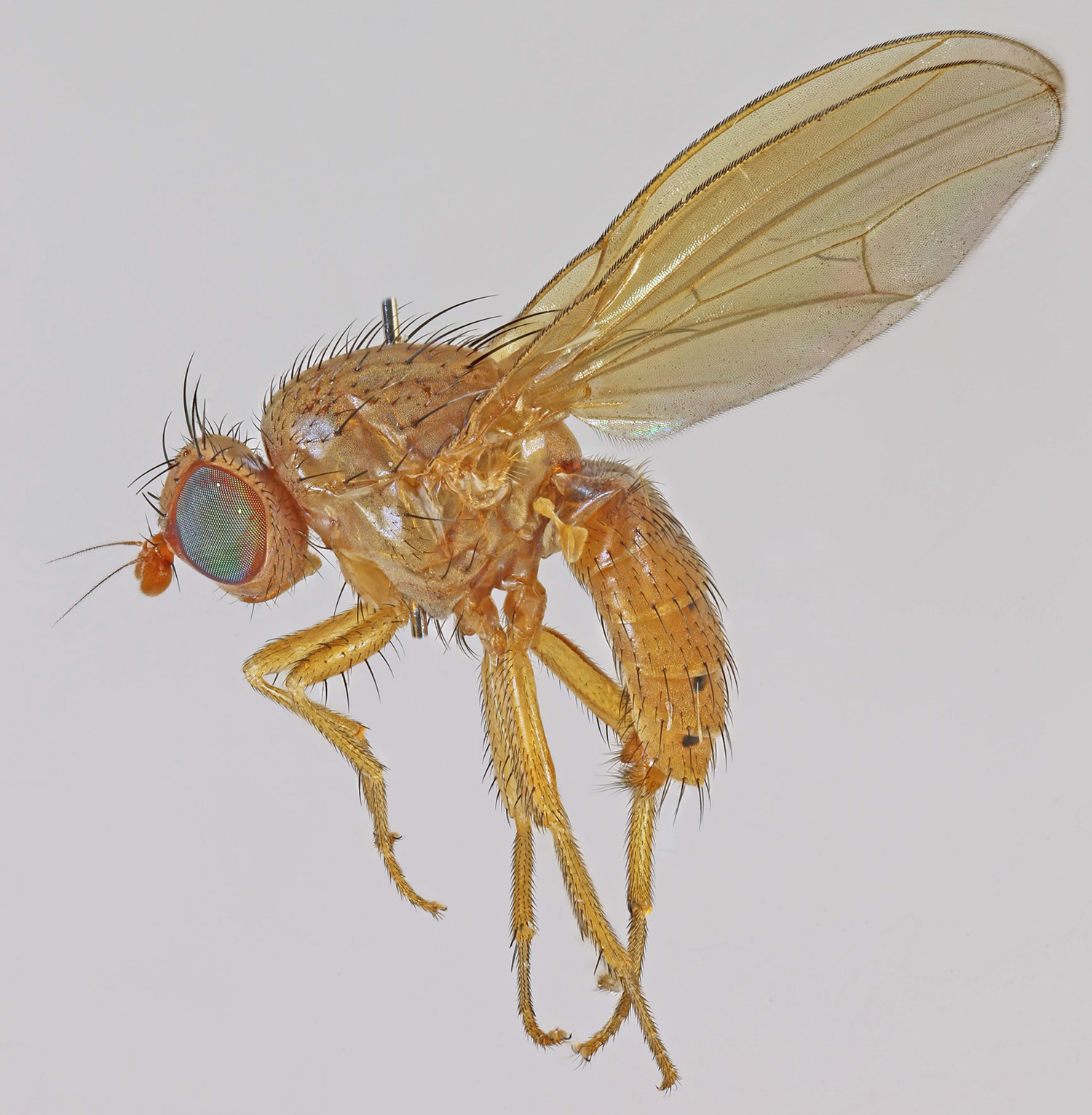
Sapromyza quadripunctata

A Sapromyza a rovarok (Insecta) osztályának kétszárnyúak (Diptera) rendjébe, ezen belül a Lauxaniidae családjába tartozó nem.

## Tudnivalók
Ezek a rovarok apró légyalkatúak, általában vörös szemmel és sárga testtel. Ez a rovarnem világszerte elterjedt.
Az alábbi fajokat a következő 4 alnembe osztják szét: Nannomyza Freay, 1941; Sapromyza Fallén, 1810; Sapromyzosoma Lioy, 1864 és Schumannimyia Papp, 1978

## Rendszerezés
A nembe az alábbi 340 faj tartozik (meglehet, hogy a lista hiányos):
- Sapromyza abhorens
- Sapromyza acrostichalis
- Sapromyza adriani Baez, 2000
- Sapromyza affra
- Sapromyza afghanica
- Sapromyza agromyzina
- Sapromyza alazonica
- Sapromyza albibasis
- Sapromyza albiceps Fallén, 1820
- Sapromyza albicincta
- Sapromyza albifacies
- Sapromyza albipes
- Sapromyza albitarsis
- Sapromyza alboatra
- Sapromyza albuliceps Czerny, 1932
- Sapromyza alpina
- Sapromyza amabilis Frey, 1930
- Sapromyza amphibola
- Sapromyza analis
- Sapromyza annulifera
- Sapromyza annulipes
- Sapromyza antennata
- Sapromyza apicalis Loew, 1847
- Sapromyza appula
- Sapromyza arctophila
- Sapromyza ardesiaca
- Sapromyza arenaria
- Sapromyza argus
- Sapromyza arkitana
- Sapromyza atrimana
- Sapromyza atripes
- Sapromyza atrivena
- Sapromyza aureocapitata
- Sapromyza avicola
- Sapromyza basalis Zetterstedt, 1847
- Sapromyza basipunctata
- Sapromyza beccarii
- Sapromyza beckeriana Baez, 2000
- Sapromyza bergenstammi
- Sapromyza bergi
- Sapromyza binotata
- Sapromyza biordinata
- Sapromyza bipunctata
- Sapromyza biscoitoi Baez, 2001
- Sapromyza bisigillata Róndani, 1868
- Sapromyza blanchardi
- Sapromyza brachysoma
- Sapromyza brasiliensis
- Sapromyza brunneovittata
- Sapromyza brunnitarsis
- Sapromyza cabrilensis Carles-Torla, 1993[1]
- Sapromyza caeruleophthalmica
- Sapromyza carinatula
- Sapromyza cerata
- Sapromyza chiloensis
- Sapromyza chlorophthalma
- Sapromyza cincitventris
- Sapromyza cinctipes
- Sapromyza cinerea
- Sapromyza citrina
- Sapromyza citrinella
- Sapromyza claripennis
- Sapromyza clathrata
- Sapromyza columbi Frey, 1936
- Sapromyza connexa
- Sapromyza conspicua
- Sapromyza ctenophora
- Sapromyza cyclops
- Sapromyza delicatula
- Sapromyza dichromata
- Sapromyza dichromocera
- Sapromyza discontinua
- Sapromyza dispersa
- Sapromyza dorsalis
- Sapromyza drahamensis Villeneuve, 1921[1]
- Sapromyza dubiella
- Sapromyza duodecimvittata
- Sapromyza edwardsi
- Sapromyza elegans
- Sapromyza emmesa
- Sapromyza erimae
- Sapromyza eronis
- Sapromyza exul
- Sapromyza fasciatifrons
- Sapromyza femoralis
- Sapromyza ferdinandi
- Sapromyza ferganica
- Sapromyza ferruginea
- Sapromyza filia
- Sapromyza flava
- Sapromyza flavimana
- Sapromyza flavipes
- Sapromyza flavodorsalis
- Sapromyza flavopleura
- Sapromyza freidbergi
- Sapromyza frontalis
- Sapromyza fulvicornis
- Sapromyza fuscidula
- Sapromyza fuscocostata
- Sapromyza fuscolimbata
- Sapromyza fuscotestacea
- Sapromyza geniculata
- Sapromyza gestroi
- Sapromyza gibbosa
- Sapromyza gomerensis
- Sapromyza gozmanyi Papp, 1981
- Sapromyza griseadorsalis
- Sapromyza grossipes
- Sapromyza guttulata
- Sapromyza halidayi Shatalkin, 2000
- Sapromyza hardii
- Sapromyza helomyzoides
- Sapromyza hermonensis
- Sapromyza hieroglyphica
- Sapromyza hierrensis Baez, 2000
- Sapromyza hirtiloba Frey, 1949
- Sapromyza hissarica
- Sapromyza hyalinata (Meigen, 1826)
- Sapromyza hyalipennis
- Sapromyza hypocrita
- Sapromyza imitans Baez, 2001
- Sapromyza immaculipes
- Sapromyza impar
- Sapromyza impunctata
- Sapromyza incidens
- Sapromyza inconspicua Baez, 2001
- Sapromyza indigena Becker, 1908
- Sapromyza infumata Becker, 1908
- Sapromyza ingrata
- Sapromyza innuba
- Sapromyza insolita
- Sapromyza insularis
- Sapromyza interiecta
- Sapromyza interjecta
- Sapromyza intonsa Loew, 1847
- Sapromyza intonsina
- Sapromyza inversa
- Sapromyza invertebrata
- Sapromyza israelis Yarom, 1990[1]
- Sapromyza kabuli
- Sapromyza krivosheinae
- Sapromyza laevatrispina Carles-Tolra, 1992[1]
- Sapromyza lancifera
- Sapromyza laszlopappi
- Sapromyza latelimbata
- Sapromyza lateralis
- Sapromyza lateritia
- Sapromyza laticincta
- Sapromyza laurisilvae Baez, 2001
- Sapromyza lebasii
- Sapromyza leptoptera
- Sapromyza lichtwardti
- Sapromyza limbinerva
- Sapromyza lineata
- Sapromyza lineatocollis
- Sapromyza lineatus
- Sapromyza longimentula
- Sapromyza lopesi
- Sapromyza lorentzi
- Sapromyza loriae
- Sapromyza lupulinoides
- Sapromyza macrochaeta
- Sapromyza maculipennis
- Sapromyza madeirensis Frey, 1949
- Sapromyza maghrebi Papp, 1981[1]
- Sapromyza magnifica
- Sapromyza mallochi
- Sapromyza mallochiana
- Sapromyza maquilingensis
- Sapromyza marginalis
- Sapromyza mariae
- Sapromyza mauli Baez, 2001
- Sapromyza melanocephala
- Sapromyza melanura
- Sapromyza metallica
- Sapromyza micropyga
- Sapromyza mikii Strobl, 1892
- Sapromyza minuta
- Sapromyza mollis
- Sapromyza mongolorum
- Sapromyza monticola
- Sapromyza montis
- Sapromyza morokana
- Sapromyza multimaculata
- Sapromyza multiseriata Czerny, 1932
- Sapromyza neozelandica Tonnoir & Malloch, 1926
- Sapromyza nigerrima
- Sapromyza nigrans
- Sapromyza nigriceps
- Sapromyza nigricornis
- Sapromyza nigrifrontata
- Sapromyza nigripalpus
- Sapromyza nigripes
- Sapromyza nigriventris
- Sapromyza nigroapicata
- Sapromyza nitida Czerny, 1932
- Sapromyza novempunctata
- Sapromyza nudiseta
- Sapromyza nudiuscula
- Sapromyza obesa Zetterstedt, 1847
- Sapromyza obscuripennis
- Sapromyza obsoleta Fallén, 1820
- Sapromyza obsuripennis Loew, 1847
- Sapromyza occipitalis
- Sapromyza octopuncta
- Sapromyza oestrachion
- Sapromyza ombriosa
- Sapromyza opaca Becker, 1895
- Sapromyza ornata
- Sapromyza pallens
- Sapromyza pallida
- Sapromyza pallidicornis
- Sapromyza palmensis
- Sapromyza palpella Róndani, 1868
- Sapromyza palustris
- Sapromyza parallela Carles-Tolra, 1992[1]
- Sapromyza paramerata
- Sapromyza parviceps
- Sapromyza parvula
- Sapromyza pellopleura
- Sapromyza persica
- Sapromyza persimillima
- Sapromyza peterseni
- Sapromyza picea
- Sapromyza picrula
- Sapromyza picticornis
- Sapromyza pictigera
- Sapromyza pilifrons
- Sapromyza pistaciphila
- Sapromyza placida
- Sapromyza plana
- Sapromyza plantaris
- Sapromyza pleuralis
- Sapromyza plumiseta
- Sapromyza poecilogastra
- Sapromyza pollinifrons
- Sapromyza pseudohyalinata
- Sapromyza pseudopaca
- Sapromyza pseudovirilis
- Sapromyza puella
- Sapromyza pulchripennis
- Sapromyza punctata
- Sapromyza punctiseta
- Sapromyza punctulata
- Sapromyza pusillima
- Sapromyza ratzii
- Sapromyza ravida
- Sapromyza recurrens
- Sapromyza regalis
- Sapromyza remmae
- Sapromyza remota
- Sapromyza rhodesiella
- Sapromyza ringens
- Sapromyza riparia
- Sapromyza roberti
- Sapromyza romanovi
- Sapromyza rotundicornis
- Sapromyza rubescens
- Sapromyza rubricornis
- Sapromyza rufifrons
- Sapromyza schnabli Papp, 1987
- Sapromyza schwarzi
- Sapromyza sciomyzina
- Sapromyza scutellaris
- Sapromyza semiatra
- Sapromyza senilis Meigen, 1826[1]
- Sapromyza septemnotata
- Sapromyza setiventris Zetterstedt, 1847
- Sapromyza setosa
- Sapromyza sexlituris
- Sapromyza sexmaculata
- Sapromyza sexnotata
- Sapromyza sexpunctata Meigen, 1826
- Sapromyza shannoni
- Sapromyza shewelli
- Sapromyza sicca
- Sapromyza simillima
- Sapromyza simplicior Hendel, 1908
- Sapromyza simplicipes
- Sapromyza sonax
- Sapromyza sordida
- Sapromyza sororia
- Sapromyza sorosia
- Sapromyza speciosa
- Sapromyza spinigera
- Sapromyza stata
- Sapromyza stigmatica
- Sapromyza strahani
- Sapromyza strigillifera
- Sapromyza stroblii
- Sapromyza suavis
- Sapromyza suffusa
- Sapromyza takagii
- Sapromyza talyshensis Shatalkin, 1998[1]
- Sapromyza tarsella
- Sapromyza tenebricosa
- Sapromyza teneriffensis Frey, 1936
- Sapromyza ternatensis
- Sapromyza thoracica
- Sapromyza tinguarrae Frey, 1936
- Sapromyza tonnoiri
- Sapromyza transcaspica
- Sapromyza transcaucasica
- Sapromyza transformata Becker, 1908
- Sapromyza triloba
- Sapromyza trinotata
- Sapromyza triseriata
- Sapromyza tuberculosa Becker, 1895
- Sapromyza ultima Baez, 2001
- Sapromyza umbraculata
- Sapromyza undulata
- Sapromyza unicolorata
- Sapromyza unizona Hendel, 1908
- Sapromyza urbana
- Sapromyza variventris
- Sapromyza venusta
- Sapromyza verena
- Sapromyza vicina
- Sapromyza viciespunctata Czerny, 1932
- Sapromyza vicispunctata
- Sapromyza victoriae
- Sapromyza vinnula
- Sapromyza virescens
- Sapromyza vittata
- Sapromyza vumbella
- Sapromyza zebra
- Sapromyza zetterstedti Hendel, 1908
- Sapromyza ziminae
- Sapromyza zlobini
- Sapromyza quadrangulata
- Sapromyza quadrata
- Sapromyza quadricincta Becker, 1895[1][2]
- Sapromyza quadridentata
- Sapromyza quadripunctata (Linnaeus, 1767)[1][2] - típusfaj
- Sapromyza quadristrigata
- Sapromyza quichuana
- Sapromyza quinquepunctata
- Sapromyza quyanensis
- Sapromyza xanthiceps
- Sapromyza xenia

## Fordítás
- Ez a szócikk részben vagy egészben  a   Sapromyza című angol Wikipédia-szócikk ezen változatának fordításán alapul.  Az eredeti cikk szerkesztőit annak laptörténete sorolja fel. Ez a jelzés csupán a megfogalmazás eredetét és a szerzői jogokat jelzi, nem szolgál a cikkben szereplő információk forrásmegjelöléseként.
- Ez a szócikk részben vagy egészben  a   Sapromyzosoma című angol Wikipédia-szócikk ezen változatának fordításán alapul.  Az eredeti cikk szerkesztőit annak laptörténete sorolja fel. Ez a jelzés csupán a megfogalmazás eredetét és a szerzői jogokat jelzi, nem szolgál a cikkben szereplő információk forrásmegjelöléseként.